# Jolien Janzing
Jolien Janzing (1964) is een Nederlands schrijver en journalist.

## Biografie
Janzing werd geboren in Nederland en groeide op in Vlaanderen. Na haar studies schreef ze voor Avenue en Mode. Voor Humo schreef ze coverreportages. De Humo-artikelen vonden regelmatig hun weg naar De Nieuwe Revu, Het Parool en HP/De Tijd. Ze schreef ook voor Feeling en Libelle en had een column in de bijlage Ego van de Vlaamse krant De Morgen.
Sinds 2013 legt ze zich toe op het schrijven van romans. Haar roman De geheime liefde van Charlotte Brontë werd vertaald in het Engels, Duits, Frans en Turks. In 2016 verscheen haar roman Audrey & Anne, in 2018 vertaald in het Deens en het Frans. In oktober 2020 kwam haar roman Het tij hoog, de maan blauw uit, over Léonie Osterrieth en de expeditie van Adrien de Gerlache naar Antarctica. In mei 2023 verscheen haar kinderboekdebuut Atta.
In april 2025 verscheen haar non-fictieboek OerFood - Eten als een jager-verzamelaar voor meer levenskracht en tegen overgewicht en chronische aandoeningen, waarin ze haar ervaringen beschrijft met het dieet dat ze ontwikkelde naar aanleiding van haar MS. 

## Publicaties
- 2004: Je kind of je dromen, non-fictie over moederschap en ambitie
- 2009: Grammatica van een obsessie, roman over de vernietigende obsessie van een schrijver rond liefde en geborgenheid.
- 2009: Mannenliefde, tien liefdesverhalen met bekende homo-koppels uit Nederland en Vlaanderen op basis van interviews naar aanleiding van de film Brokeback Mountain.
- 2013: De Meester - de geheime liefde van Charlotte Brontë in het negentiende-eeuwse Brussel.[12]
- 2016: Audrey & Anne, over de oorlogsjeugd van Audrey Hepburn en Anne Frank in Nederland.
- 2020: Het tij hoog, de maan blauw - Antwerpen Antarctica, over de expeditie van Adrien de Gerlache naar Antarctica.
- 2023: Atta, historische roman voor kinderen over Atta die vluchtend voor een mammoet bij een Neadervolk belandt.
- 2025 OerFood - Eten als een jager-verzamelaar voor meer levenskracht en tegen overgewicht en chronische aandoeningen.

## Erkenning
- 2009: Audrey et Anne als winnaar van de Prix Soroptimiste International 2019 uitgereikt op het Festival Littératures Européennes in Cognac. Ook genomineerd voor Le Prix Jean Monnet pour Jeunes Europeens.[13].
- 2013: De Meester - de geheime liefde van Charlotte Brontë in het negentiende-eeuwse Brussel werd als enige Nederlandstalige inzending geselecteerd voor Books at Berlinale.[14]
- 2023 - 2025: Atta werd in 2024 geselecteerd als thematitel voor de Kinderboekenweek en voor de Vlaamse Leesjury. Het boek werd hetzelfde jaar door de Culemborgse Kinderjury gekozen tot Beste Kinderboek van 2023 [15] en was finalist van de Hotze de Roosprijs. In 2025 won Atta de 3de prijs van de Vlaamse [16]Leesjury en de eerste prijs van <ref> Heel Assen Leest 2024-2025: een feest van verhalen, kunst en verwondering – Heel Assen Leest [17].